# Gandhi (muzyk)
Gandhi (ur. 1 sierpnia 1980 w Paryżu) – belgijski hip-hopowy muzyk.

## Dyskografia

### Albumy studyjne
| Rok  | Dane dot. albumu                                                                                      |
| ---- | --- |
| 2008 | Les préliminaires - Wydany: 1 kwietnia 2008 - Wytwórnia: KBG, PAFFF Music - Format: Digital download  |
| 2009 | Les balles perdues - Wydany: 1 sierpnia 2009 - Wytwórnia: PAFFF Music, KBG - Format: Digital download |
| 2010 | Le point G - Wydany: 26 kwietnia 2010 - Wytwórnia: KBG, Pafff Music - Format: Digital download        |
| 2011 | Univers Sale - Wydany: 1 czerwca 2011 - Wytwórnia: Make Money Label - Format: Digital download        |

### Mixtape'y
| Rok | Dane dot. albumu                                     |
| --- | ---------------------------------------------------- |
| –   | Freestyle Finest - We współpracy z: K-Deeja, Stromae |

### Single
| Rok  | Tytuł                                      | Album      |
| ---- | ------------------------------------------ | ---------- |
| 2009 | „Effet boule de neige”                     | Le point G |
| 2012 | „Mes travers”                              | –          |
| 2012 | „Tu craques pour moi” (feat. Monsieur Nov) | –          |
| 2012 | „J'ai bu”                                  | –          |
| 2012 | „Du pouvoir dans tes caresses” (Fanny J)   | –          |

### Teledyski
| Rok  | Tytuł                                   |
| ---- | --------------------------------------- |
| 2008 | „Freestyle Finest” (& K–Deeja, Stromae) |